# Mike Rowe
Pour les articles homonymes, voir Mike Rowe (pilote de stock-car) et Rowe.
Michael Gregory "Mike" Rowe (né le 18 mars 1962 à Baltimore, Maryland, aux États-Unis) est une personnalité américaine. Il est aussi connu en tant qu'animateur de l'émission Dirty Jobs sur la chaîne Discovery Channel et en tant que narrateur d'autres émissions telles que The Ultimate Fighter, Deadliest Catch, Ghost Lab, Les Bûcherons du marais (Swamp Loggers), The Most et plus récemment How the Universe Works.

## Biographie
Rowe déclare que l'émission Dirty Jobs est dédiée à son père et à son grand-père. L'émission retrace les boulots les plus pénibles dégradés par la société actuelle que Mike doit supporter tout au long des épisodes.
Dès le plus jeune âge, Rowe était devenu Eagle Scout le 2 janvier 1979 à Baltimore. Rowe a également chanté avec la Baltimore Opera Company,. Durant sa jeunesse, Mike rentre à Overlea High School, où il excellait dans le théâtre et la chanson grâce à son tuteur Freddie King, pour lequel il fut intéressé par les performances de Mike. Souffrant de bégaiement, Rowe a rapidement appris à ne plus bégayer durant ce temps. Il atteint par la suite le Essex Community College et chante brièvement avec le groupe des Choristes de Chesapeake dirigé par King. Il est plus tard diplômé de la Towson University avec un niveau de SIC.
Actuellement, Rowe réside à San Francisco aux États-Unis.